# Diocese de Nalgonda
A Diocese de Nalgonda (Latim:Dioecesis Nalgondaensis) é uma diocese localizada no município de Nalgonda, no estado de Andra Pradexe, pertencente a Arquidiocese de Hyderabad na Índia. Foi fundada em 31 de maio de 1976 pelo Papa Paulo VI. Com uma população católica de 69.890 habitantes, sendo 1,0% da população total, possui 70 paróquias com dados de 2020.

## História
Em 31 de maio de 1976 o Papa Paulo VI cria a Diocese de Nalgonda através dos territórios da Diocese de Warangal e da Arquidiocese de Hyderabad.

## Lista de bispos
A seguir uma lista de bispos desde a criação da diocese em 1976.
|                          | Nome                           | Período     | Notas                              |
| Bispos                   | Bispos                         | Bispos      | Bispos                             |
| ------------------------ | ------------------------------ | ----------- | ---------------------------------- |
| 4º                       | Karnam Dhaman Kumar, M.S.F.S.  | 2024-       | Atual                              |
| 3º                       | Joji Govindu                   | 1997 - 2021 | Bispo emérito                      |
| 2º                       | Innayya Chinna Addagatla       | 1989 - 1993 | Nomeado bispo de Srikakulam        |
| 1º                       | Mathew Cheriankunnel, P.I.M.E. | 1976 - 1986 | Nomeado bispo coadjutor de Kurnool |
| Administrador apostólico |                                |             |                                    |
|                          | Anthony Cardeal Poola          | 2022-2024   | Arcebispo de Hyderabad             |